# Busbee
Michael James Ryan Busbee, noto semplicemente come Busbee (Walnut Creek, 18 giugno 1976 – 29 settembre 2019), è stato un musicista e produttore discografico statunitense.
Nel corso della sua carriera, iniziata intorno alla metà degli anni 2000, ha collaborato come autore e/o produttore con artisti e gruppi di varia estrazione musicale, tra cui Christina Aguilera, Backstreet Boys, Daughtry, Shakira, Timbaland, Keith Urban, 5 Seconds of Summer, Garth Brooks, Kelly Clarkson, Alexandra Burke, Better Than Ezra, Pink (cantante), Boyzone, Lee DeWyze, Gavin DeGraw, Colton Dixon, Toni Braxton, Lady Antebellum, Girls' Generation, Adam Lambert, Blake Shelton, Scotty McCreery, Ingrid Michaelson, Sara Evans, The Fray, Jason Aldean, Hunter Hayes, Jana Kramer, Allstar Weekend, Martin Garrix, Florida Georgia Line, Giorgia, Rascal Flatts, Haley Reinhart, Maren Morris, Cassadee Pope, Lauren Alaina, Red Canzian e altri.
È morto il 29 settembre 2019 all'età di 43 anni, a causa di un tumore al cervello diagnosticato nell'estate dello stesso anno.